# Catatrenia
La catatrenia è un disturbo respiratorio legato al sonno, che consiste in apnea durante l'inspirazione e gemiti espiratori durante il sonno. Il nome origina dal greco kata (sotto) e threnia (lamentarsi), e descrive una rara condizione caratterizzata da gemiti monotoni e irregolari durante il sonno. La catatrenia comincia con una profonda inspirazione. L'individuo affetto trattiene il respiro con la glottide chiusa, similmente alla manovra di Valsalva. L'espirazione può essere lenta e accompagnata da suoni causati dalla vibrazione delle corde vocali o solo una rapida esalazione. Nonostante una frequenza più bassa di respirazione, di solito non avviene una desaturazione dell'ossigeno. Il gemito non viene solitamente notato da chi produce il suono, ma può essere estremamente di disturbo per un partner. Appare più frequentemente durante l'espirazione del sonno REM, anziché del sonno NREM.
La catatrenia è distinta sia dal sonniloquio (parlare nel sonno), sia dalla sindrome delle apnee ostruttive nel sonno. Il suono è prodotto durante l'espirazione, all'opposto del russare, che si manifesta durante l'inalazione.

## Classificazione
La catatrenia era definita come parasonnia dal Manuale di Classificazione e Codificazione Internazionale dei Disturbi del Sonno (ISCD-2), ma c'è stato un dibattito in merito alla sua classificazione. Attualmente, la nuova edizione dello stesso Manuale (ISCD-3) ha rimosso la catatrenia dalla categoria delle parasonnie ed è stata inserita nelle malattie respiratorie. Nonostante il cambiamento, il dibattito in merito è ancora in corso.

## Segnali e sintomi
La catatrenia in sé non è considerata rischiosa per la vita.
I partner di letto, generalmente, riportano sentire il compagno/a fare un profondo respiro, tenerlo, poi esalare lentamente, spesso accompagnato da un fastidioso gemito.

### Caratteristiche comuni nei casi riportati
Ci sono caratteristiche riportate condivise da pazienti affetti da catatrenia. Le caratteristiche principali sono:
- Suoni vocali: i suoni emessi sono solitamente lunghe o corte vocalizzazioni della stessa lettera (principalmente i suoni [a], [e], [o], o una via di mezzo.[3] Contrariamente al russare, che ha solo formanti, la catatrenia ha anche armoniche, che porta a schemi simili di notte in notte.[7]
- Inizio dei gemiti: i gemiti tendono a cominciare durante l'infanzia, l'adolescenza o, al massimo, durante la prima età adulta.[8] L'ISCD-2 ha stabilito che l'inizio dei gemiti può verificarsi tra i 5 e i 36 anni.[9]
- Presenza del fenomeno di notte in note.
- Manifestazione durante l'espirazione: il suono viene emesso soltanto durante l'espirazione[10] e si interrompe durante l'inspirazione.
- Inconsapevolezza del problema da parte del malato: i pazienti, di solito, dormono normalmente nonostante i suoni e lo sforzo nel respirare.[10] Comunque, i partner di letto sono da una parte disturbati dai suoni emessi durante il sonno, e dall'altra sono preoccupati per il significato patologico della malattia. Quest'ultima preoccupazione sottolinea l'importanza nel rassicurare i partner sulla benignità della malattia.[3]
- Mancanza di fattori predisponenti: non sono state esposte eziologie, né tantomeno dei fattori predisponenti chiari.[3]
- La durata dei gemiti va dai 2 ai 49 secondi.[5]

Ci sono ancora alcune altre somiglianze tra gli affetti che non sono state sufficientemente studiate:
- Molte persone con catatrenia menzionano l'avere anche una qualche forma di ansia o di stress nella loro vita.[8]
- Le persone stesse affette da catatrenia non avvertono l'essere in apnea durante il sonno; il trattenimento del respiro parrebbe avvenire tramite l'inconscio. La desaturazione dell'ossigeno durante un episodio di catatrenia è trascurabile.
- Molti malati hanno preso parte, durante l'adolescenza e i vent'anni, ad attività sportive che prevedevano trattenere il respiro, come il nuoto o il sollevamento pesi. Questi trovano un certo conforto nel trattenere il respiro e sono soliti farlo anche durante il giorno.
- Sono stati osservati casi di persone affette che trattengono il respiro durante attività giornaliere che richiedono concentrazione.
- Alcuni pazienti hanno riportato aver fatto sogni lucidi o da stress duranti gli episodi di catatrenia durante il sonno.
- Alcuni pazienti hanno lamentato un dolore al petto forte subito dopo il risveglio.

Alcuni effetti includono gola secca, fatica e vertigini.

### Discrepanze tra casi riportati
- Durata del suono: la durata del suono varia a seconda del paziente. Mentre l'ISCD-2 riporta un lasso di tempo che varia dai 2 ai 49 secondi,[9] altri autori hanno descritto durate più brevi, anche da 0,5 secondi.[12] I casi segnalati indicano due tipi di pazienti, il cui suono prodotto può essere di breve durata (da 0,5 a 1,5 secondi) o di più lunga durata (da 2 a 20 secondi).[4] In ogni caso, non è chiaro se si tratti di singoli, lunghi rumori, o se siano frammentati da brevi espirazioni.[3]
- Intensità del suono: l'intensità del suono può variare anche di molto di paziente in paziente, che va dai 40 dB fino ai 120 dB.[13] In più, i suoni possono anche essere lunghi e deboli come corti e molto forti.[3]
- Orario di insorgenza del rumore durante la notte: l'ISCD-2 ha stabilito latenza di rumore dopo essersi addormentati dalle 2 alle 6 ore.[9] Comunque, in altri casi pubblicati l'orario di insorgenza è riportato come molto più breve (3 minuti).[14]
- Associazione con disturbi respiratori.[3]
- Risposta al trattamento C-PAP: la risposta al trattamento dipende parzialmente da disturbi respiratori. I pazienti con aritmia sinusale tenderebbero a mostrare pochi cambiamenti, se non, addirittura, nulli.[3] Il C-PAP in combinazione con droghe potrebbe anch'esso portare a risultati poco soddisfacenti.[8][15] Per altri tipi di pazienti c'è stata un'eccellente risposta al trattamento con C-PAP (ad es. per le giovani donne pazienti con catatrenia per un periodo di 5 anni[16], pazienti con OSAS o ipertensione polmonare[14], e altri).[8]
- Predominanza di REM o di NREM: la catatrenia si manifesta tipicamente, se non esclusivamente, durante il sonno REM,[1] anche se potrebbe manifestarsi durante la fase NREM più raramente. La predominanza del sonno REM o del sonno NREM al momento dell'emissione dei suoni varia in ogni paziente.[7] In alcuni casi, è stata riportata la predominanza REM, mentre in altri casi l'opposto. Altri teorizzano che il manifestarsi dei suoni potrebbe occorrere da un momento all'altro durante il sonno.[13]

## Epidemiologia
Fu nel 1983 che venne descritto il primo caso di catatrenia. La malattia è significativamente rara e molto specialisti del sonno e otorinolaringoiatri sono ancora poco familiari con questo tipo di schema del sonno atipico. La catatrenia va distinta anche dai gemiti emessi durante attacchi epilettici, apnea centrale del sonno, spasmi laringei correlati al sonno, russare e stridori. Visto che la polisonnografia da sola non è sufficiente per distinguere la catatrenia dall'apnea centrale del sonno, una polisonnografia video con la registrazione dell'audio è necessaria per individuare la catatrenia ed evitare eventuali errori. Nonostante il fatto che l'incidenza della catatrenia possa essere sottovalutata date le diagnosi errate, un istituto in Norvegia ha trovato un'incidenza di 4 casi su 1004 (0,4%) pazienti che avevano problemi di sonno e di risveglio nel corso di un anno. Un precedente studio in Giappone ha trovato un'incidenza di 25 casi su 15.052 (0,17%) pazienti che avevano problemi di sonno e di risveglio nel corso di 10 anni.

## Gestione
Dormire in posizione più eretta può aiutare a ridurre la catatrenia (e anche l'apnea durante il sonno). Fare regolare esercizio aerobico, dove la respirazione costante è necessaria (correre, andare in bicicletta, ecc.) potrebbe ridurre il fenomeno. Esercizi di forza, invece, potrebbero peggiorare le condizioni di un malato, per via della tendenza a trattenere il fiato durante l'allenamento. Lo yoga e la meditazione focalizzata su respirazione costante e regolare potrebbe ridurre la catatrenia.
Alcune prove indicano che il trattamento C-PAP può essere molto efficace per la catatrenia: in uno studio, il soggetto utilizzante il trattamento C-PAP ha diminuito la produzione di suoni causati dalla malattia significativamente, che sono quasi completamente scomparsi.

## Causa
C'è un dibattito in merito al fatto se il disturbo sia fisico o neurologico, una questione che richiede studi più approfonditi. Mentre alcuni speculano su una diretta correlazione con l'ansia e lo stress, o comunque che il concetto di catatrenia sia puramente psicologico, ci sono solo prove aneddotiche di una delle due cause proposte.

## Altre vocalizzazioni notturne
Molteplici studi hanno descritto casi di vocalizzazione notturna tra gli animali e hanno anche riportato qualche caso fra gli esseri umani, specialmente in persone con la malattia di Parkinson. La vocalizzazione notturna può corrispondere a gemiti, lamenti o suoni differenti prodotti durante il sonno, con i più incontrati essere proprio la catatrenia e il sonniloquio.